# Christian Limpert
Christian Limpert (* in Coburg) ist ein deutscher Journalist.

## Leben
Christian Limpert wurde in Coburg geboren und absolvierte sein Studium in Medien-, Theater- und Informationswissenschaften an der Universität Bayreuth. Anschließend studierte er Praktischen Journalismus an der Deutschen Journalistenschule (DJS) und der Ludwig-Maximilians-Universität in München.
Nach seinem Studium arbeitete er zehn Jahre lang als Reporter, Autor und Videojournalist beim Bayerischen Rundfunk in München. Ab 2012 begann er regelmäßig im Ausland für BR und ARD zu berichten. Im Jahr 2018 war er an der Gründung eines crossmedialen Korrespondentenbüros in Coburg beteiligt.
Von 2019 bis 2021 war Christian Limpert als Auslandskorrespondent im ARD-Studio Wien/Südosteuropa tätig. Seit Januar 2022 ist er ARD-Korrespondent und Studioleiter in Tel Aviv.